# Sabiaceae
Sabiaceae é uma família de plantas com flor dicotiledóneas da ordem Proteales (no sistema APG IV) que agrupa de 100 a 160 espécies em três géneros distintos.

## Descrição
As plantas do género Sabia são lianas ou arbustos das regiões subtropicais a tropicais, originárias da Índia, do Extremo Oriente ou das Ilhas Salomão
As espécie nos géneros Meliosma e Ophiocaryon são árvores e arbustos de folha persistente, das regiões da América e da Ásia
Para a classificação filogenética, a divergência desta família situa-se na bases das eudicotiledóneas. O APWebsite (2006) coloca esta família na ordem Sabiales. No entanto, o atual APG IV (2016) o enquadra como uma família dentro da ordem Proteales.

## Posição sistemática
As sabiáceas são um grupo de angiospérmicas que são incluídas no clado das eudicotiledóneas, onde formam parte do grau basal, mostrando certa afinidade com las proteáceas, com as quais compartilham, por exemplo, o disco hipogínico nectarífero, mas diferem no número de partes florais e no sistema pentâmero radial absolutamente original. Com base em dados moleculares e morfológicos, o sistema Angiosperm Phylogeny Website considera que forma parte da ordem Sabiales, sendo o único representante deste clado intermédio entre a orden Ranunculales e a ordem Proteales. No entanto, o atual APG IV (2016) o enquadra como uma família dentro da ordem Proteales.

## Táxones incluidos
A família possui três géneros que se podem distinguir como se segue:
- Plantas trepadoras. Estames 5, iguais. Flores normalmente em panículas axilares, pequeno número de flores oureduzidas a uma flor.

Sabia Colebr., 1818. - Sul, Este e Sudeste da Ásia até às ilhas Salomão.
- Árvores. Estames 2, opostos às pétalas internas,  os outros 3 reduzidos a estaminódios escamiformes. Flores normalmente em panículas axilares ou terminais multifloras.
  - Pétalas subiguais. Estaminódios sem cavidades laterais. Carpelos com estiletes livres.

Ophiocaryon R.H. Schomb. ex Endl., 1841. - América do Sul tropical.
- Pétalas muito desiguais, as 2 internas muito reduzidas. Estaminódios com cavidades laterais para a recepção das anteras. Carpelos normalmente com estilete único comum.

Meliosma Blume, 1823. - Sudeste da Ásia, México, América Central, Antilhas e América do Sul.